# Bandera de Cieza (Cantabria)
La bandera de Cieza es uno de los símbolos del ayuntamiento de Cieza (Cantabria), junto a su escudo. Dicha bandera es de paño rectangular, de proporciones 2:3, dividida verticalmente en tres franjas de igual anchura, de color amarillo la central y verde las extremas.
La bandera fue adoptada en sesión plenaria celebrada por el ayuntamiento el día 22 de diciembre de 1994 siendo autorizada por el Consejo de Gobierno de Cantabria el día 4 de julio de 1996, previo informe favorable emitido por la Real Academia de la Historia.